# 1891 у літературі
Стаття є списком літературних подій та публікацій у 1891 році.

## Події
- Січень — в Лондоні вийшов друком перший номер журналу «Strand Magazine».

## Книги
- «Білий загін» — роман Артура Конан Дойла.
- «Безодня» (фр. Là-bas) — роман Жоріса-Карла Гюїсманса.
- «Тесс із роду д'Ербервіллів» — роман Томаса Гарді.

## П'єси
- «Саломея» — трагедія Оскара Вайлда.

## Народились
- 15 січня — Мандельштам Осип Емільович, російський поет, перекладач і літературознавець (помер у 1938).
- 23 січня — Павло Тичина, український поет (помер у 1967).
- 27 січня — Еренбург Ілля Григорович, російський поет, письменник, перекладач (помер у 1967).
- 8 квітня — Джулія Сауер, американська дитяча письменниця.
- 15 травня — Булгаков Михайло Опанасович, російський письменник (помер у 1940).
- 22 травня — Йоганнес-Роберт Бехер (нім. Johannes Robert Becher), німецький поет (помер у 1958).
- 5 липня — Лавреньов Борис Андрійович, російський письменник (помер у 1959).
- 9 грудня — Богданович Максим Адамович, білоруський поет (помер у 1917).
- 26 грудня — Генрі Міллер (англ. Henry Miller), американський письменник (помер у 1980).

## Померли
- 8 травня — Блаватська Олена Петрівна, російська письменниця і теософ (народилася в 1831).
- 22 серпня —  Ян Неруда, чеський письменник (народився в 1834).
- 27 вересня —  Іван Гончаров, російський письменник, (народився в 1812).
- 28 вересня — Герман Мелвілл, американський письменник (народився в 1819).
- 10 листопада —  Артюр Рембо, французький поет (народився в 1854).
- 11 грудня — Потебня Олександр Опанасович, український мовознавець і літературознавець (народився в 1835).